# Scherma all'XI Universiade
Il torneo di scherma della XI Universiade si è svolto a Bucarest in Romania nel 1981.

## Podi

### Uomini
| Evento                          | Oro                                                                                                 | Argento          | Bronzo           |
| Fioretto individuale (dettagli) | Vladimir Smirnov                                                                                    | Petru Kuki       | Federico Cervi   |
| Sciabola individuale (dettagli) | Giovanni Scalzo                                                                                     | Andrey Alshan    | Vasil Etropolski |
| Spada individuale (dettagli)    | Björne Väggö                                                                                        | Olivier Lenglet  | Ernő Kolczonay   |
| Fioretto a squadre (dettagli)   | Italia Andrea Borella Federico Cervi Andrea Cipressa Mauro Numa Angelo Scuri                        | Unione Sovietica | Cuba             |
| Sciabola a squadre (dettagli)   | Italia Angelo Arcidiacono Maurizio Camarda Gianfranco Dalla Barba Ferdinando Meglio Giovanni Scalzo | Unione Sovietica | Romania          |
| Spada a squadre (dettagli)      | Romania                                                                                             | Svizzera         | Francia          |

### Donne
| Evento                          | Oro            | Argento          | Bronzo            |
| Fioretto individuale (dettagli) | Ana Dimitrenko | Aurora Dan       | Flora Chaldaeyeva |
| Fioretto a squadre (dettagli)   | Romania        | Unione Sovietica | Ungheria          |